# فدراسیون فوتبال گینه
فدراسیون فوتبال گینه (Fédération Guinéenne de Football, FGF) نهاد اداره‌کننده مسابقات فوتبال و فوتسال در کشور گینه است.
این فدراسیون که در سال ۱۹۶۰ تأسیس شده عضو کنفدراسیون فوتبال آفریقا و فیفا نیز می‌باشد و مقر آن در شهر کوناکری است.